# Оксохлорид осмия-калия
Оксохлорид осмия-калия — неорганическое соединение
оксохлорид калия и осмия с формулой K2OsO2Cl4,
кристаллы.

## Получение
- Действие соляной кислоты на тетрагидроксодиоксоосмат(VI) калия:

{\displaystyle {\mathsf {K_{2}[OsO_{2}(OH)_{4}]+4HCl\ {\xrightarrow {}}\ K_{2}OsO_{2}Cl_{4}\downarrow +4H_{2}O}}}

## Физические свойства
Оксохлорид осмия-калия образует кристаллы,
тетрагональной сингонии,
пространственная группа I 4/mmm,
параметры ячейки a = 0,699 нм, c = 0,875 нм, Z = 2.